# Нурабад
Нурабад (узб. Nurobod / Нуробод) — город областного подчинения, административный центр Нурабадского района Самаркандской области Узбекистана.

## История
В период 1958—1962 годов во время строительства промплощадки и разведки месторождения по-народному посёлок называли Соцград. В 1962 году посёлок геологоразведки закрытого типа назвали «Южный», позже рассматривался вопрос присвоения посёлку названия месторождения — «Сабир-Сай», однако Комитетом КПСС УзССР утверждено название п.г.т. Советабад.
Свою историю Советабад ведёт с 1964 года, сперва — в виде небольшого посёлка из специалистов геологоразведочной экспедиции (партии) в районе месторождения урановых руд «Сабир-Сай», для разведки и добычи которых впоследствии будет создано Южное рудоуправление НГМК, а затем построен город.
Вплоть до 1983 года — посёлок городского типа Советабад, начиная с 1975 года является центром самого большого одноимённого района Самаркандской области. С 1983 года стал именоваться городом Нурабад Советабадского района Самаркандской области, а в 1992 году Нурабадским стал называться весь район.
До 1983 года Советабад имел статус закрытого секретного стратегического объекта, занимающегося добычей металла «У». Благодаря стремительному росту объёмов добычи руды урана подземным способом, а в дальнейшем и методом подземного выщелачивания, город начал активно развиваться.
В сентябре 1973 года начала свою работу самая крупная на сегодняшний день школа № 2 имени Н. Островского (с русским языком обучения), городская больница. В 1982 году сданы в эксплуатацию здание Дома культуры «Горняк», стадион «Труд», детский сад, множество жилых домов, начались массовые приезды на постоянную работу лучших горняков, шахтёров и инженерно-технических специалистов из братских городов комбината — Учкудук, Зарафшан, Навои, а также со всего СССР.
12 декабря 2014 года город Нурабад и градостроительное Южное рудоуправление отметили 50-летний юбилей.

## География. Местоположение
Расположен в 55 км к западу от города Самарканда (по дороге около 80 км), в Нурабаде имеется недействующий с 1998 года ж/д пассажирский вокзал «Южный», работает ведомственный железнодорожный участок производственного предприятия ЮРУ НГМК, а также железнодорожная станция «Нурбулак» (узб. Nurbuloq; ранее, до 2010 года, станция Нагорная), в 21 км от города.
Самаркандская область расположена в центре Узбекистана, в бассейне реки Зарафшан. Область граничит на северо-западе с Навоийской областью, на северо-востоке — с Джизакской, на юге — с Кашкадарьинской, на востоке — с Таджикистаном. Площадь территории области — 16 400 км², Нурабадский район занимает более 40 % всей площади области — 6980 км².

## Климат
Климат континентальный, засушливый. Зима на равнинах мягкая (средняя температура января составляет −8 °C, средняя температура июля составляет +38 °C), однако температура значительно отличается от других районов области, ввиду малой заселенности и отсутствия растительности по Нурабадскому району, в сравнении с близлежащими Каттакурганским, Пастдаргомским и Булунгурским районами — Нурабадский район приближен к пустынным условиям Навоийской области. Одним из немаловажных факторов отличия температуры в Нурабадском районе является несколько увеличенный радиоактивный фон излучения, в связи с добычей урана и ухудшением экологической обстановки в районе. Выпадает 100—200 мм осадков на западе, в горах местами свыше 800 мм.

## Герб
Герб Нурабада с 2012 г., до этого времени использовалась символика ЮРУ на фоне элемента Урана.

## Святые места Нурабадского района

### Хазрат Давид (Хазрати Довуд)
В 30 км от г. Нурабада в черте Нурабадского района в горах близ селения Аксай (Оксой), имеется святое место поклонения — называемое «Хазрат Довуд».
Легендарный Иудейский царь Давид, почитается в Исламе как пророк. Народ о нём сложил немало легенд, где он упоминается как огромного роста благородный богатырь неимоверной силы. По одной из легенд он, скрываясь от врагов, достиг этих мест, но окружённый со всех сторон решил помолиться и встал на колени. Молитва была услышана Богом (Аллахом), и «Хазрат Довуд» был наделён нечеловеческой силой. Он раздвинул руками скалу и скрылся в образовавшейся пещере. Именно эта пещера, ставшая объектом паломничества, привлекает верующих.
У входа в пещеру можно увидеть следы гигантских колен, а на её стенах опечатки огромных пальцев. Так считают верующие. Но для того чтобы подняться к пещере нужно пройти более 1300 ступеней вверх по склону горы, посетив небольшую мечеть на вершине по противоположному склону спуститься на 200 ступенек вниз. Только тогда можно очутиться перед пещерой «Хазрат Довуда».

## Национальный состав. Население
По разным данным и оценкам в Нурабаде в период с 1968 года по 1995 год проживало около 20 национальностей, среди которых были русские, украинцы, крымские татары, евреи, белорусы, казахи, узбеки, казанские татары, немцы, сибирские татары, корейцы, таджики, армяне, туркмены, поляки, латыши и другие.
Во времена расцвета, вплоть до 1995 года, соотношение национального состава к европейскому (русскоязычному) населению города Нурабада составляло 15 к 85 %, на сегодняшний день количество русскоязычного населения в Нурабаде составляет менее 3 %, среди которых преобладающее количество — татары (крымские, казанские, сибирские), русские и таджики.
Население — 26 тыс. жителей (2013).

## Спорт
В городе Нурабад немного спортивных сооружений, однако их загруженность и востребованность среди населения очень велика. Физическая культура и спорт являются неотъемлемой частью современного образа жизни. Спортивные комплексы предоставляют нурабадцам услуги связанные с укреплением здоровья, профилактикой заболеваний, пропагандой здорового образа жизни. Кроме того, от степени развития спортивной инфраструктуры зависит уровень подготовки спортсменов, как профессионалов, так и любителей. Сооружение разнообразных спортивных объектов в г. Нурабад напрямую связано с развитием социальной сферы для проведения досуга работников Южного рудоуправления НГМК, а также с проведением спортивных соревнований и других мероприятий на региональном уровне.

#### Стадион «Труд»
На 4500 мест. Год постройки — 1982.
Первый Директор стадиона, возглавляющий коллектив спорткомплекса почти 30 лет, вплоть до 2011 года — Таран В. М., являющийся участником строительства данного объекта, работающий на сегодняшний день среди тренеров по спорту г. Нурабада.
Современный спортивный комплекс (реконструкция 2011 года), состоит из футбольного поля, беговых дорожек, мест для прыжков и метаний, зрительских трибун, а также административного корпуса, быткомбината (раздевалка, душевые, санузел), спортзала для национальной борьбы «Кураш», площадки для спортивных игр и гимнастики, волейбольной площадки и парковой зоны для отдыха.

#### Центр молодёжи Южного рудоуправления
После сокращения и закрытия ДДУ-2 в 2010 году, здание и территория были законсервированы. Однако, благодаря решению руководства Южного рудоуправления и непосредственной работе руководства ОПК-2 и ЖКХ, в 2011 году на базе детского сада в летний период был открыт Детский оздоровительный лагерь «Солнышко» (ранее базировавшийся в срешней школе № 2), который после того, как отметил свой 30-летний юбилей в 2012 году был закрыт решением Совета профсоюза НГМК.
В 2013 году, на территории ДДУ-2, после проведённого капитального ремонта и специального оборудования, в марте месяце открылся Центр молодёжи ЮРУ (в народе чаще — Молодёжный центр), а в декабре того же года на территорию Центра была переведена библиотека ОПК-2, состоящая из детского и взрослого абонемента, с более чем 350000 фондом книг на узбекском, русском и др.языках.
Центр молодежи ЮРУ включает в себя административно-просветительские и методические кабинеты, библиотека, клуб «Что? Где? Когда?», зал спортивной и оздоровительной гимнастики, тренажёрный зал, клуб настольного тенниса и борьбы «Кураш», центр молодёжного движения «Камолот», а также уличные площадки волейбола и мини-футбола.

## Производство
- Южное рудоуправление, ЮРУ (узб. Janubiy kon boshqarmasi, Жанубий кон бошкармаси, сокр.узб. JKB, ЖКБ) — подразделение Госпредприятия «Навоийский ордена „Дустлик“ горно-металлургический комбинат». ЮРУ занимается основной производственной добычей драгоценных металлов открытым, шахтным и подземным транспортным способом в Кушрабадском районе Самаркандской области (п. Заркент) и Галлааральском районе Джиззакской области (г. Марджанбулак), добычей и обогащением урана в Нурабадском районе Самаркандской области (г. Нурабад), а также другой деятельностью, в том числе социальной, с целью обеспечения бесперебойной работы предприятия и создания должных условий труда для своих работников.[5]

В состав ЮРУ входят следующие подразделения — производственных площадок:
1. «Сабир-Сай» (промплощадка «Нурабад»)
1.1. геотехнологический рудник «Сабирсай» ПВ (подземного выщелачивания) урана, в состав которого входит участок БР (бывший рудник буровых работ РБР);
1.2. ремонтно механический цех (РМЦ);
1.3. ремонтно-строительный цех (РМЦ), в составе которого участок разработки мрамора и камнерезный завод;
1.4. цех по производству полиэтиленовых труб и изделий (ЦППТиИ, бывший трубный завод);
1.5. цех сетей и подстанций (ЦСиП);
1.6. цех тепловодоснабжения и канализации (ЦТВСиК);
1.7. жилищно-коммунальное хозяйство (ЖКХ);
1.8. медико-санитарная часть № 4 (МСЧ-4);
1.9. цех пошива спецодежды (ЦПСО, бывший участок фабрики «Агама»);
1.10. центральная материально-техническая база (ЦМТБ);
1.11. комбинат питания «Юг» (КП «Юг», бывший ОРС);
1.12. участок связи;
1.13. отряд ведомственной военизированной охраны (ОВВО);
1.14. железнодорожный участок (ЖДУ);
1.15. автомобильная база № 5 (а/б-5);
1.16. центральная лаборатория контрольно-измерительных приборов и автоматики (ЦЛ КИПиА);
1.17. лаборатория неразрушающего контроля (ЛНК);
1.18. физико-химическая лаборатория дозиметрического контроля и водозащиты (ФХЛ ДКиВ);
1.19. участок по выпуску минеральной воды и питьевых напитков;
1.20. объединённый профсоюзный комитет № 2 (ОПК-2) Совета профсоюза работников НГМК — негосударственная некоммерческая организация, самостоятельная общественная организация, созданная объединением в профессиональный союз из числа работников Южного рудоуправления;
2. «Зармитанская золоторудная зона» (промплощадка «Заркент»):
2.1. рудник «Зармитан» по добыче золота;
2.2. рудник «Гужумсай» по добыче золота;
2.3. участок сетей и подстанций «Зармитан» (УСиП);
2.4. участок тепловодоснабжения и канализации (УТВСиК);
2.5. гидрометаллургический завод № 4 (ГМЗ-4);
2.6. жилищно-коммунальный отделение (ЖКО);
2.7. автомобильная база № 10 (а/б-10);
3. Марджанбулакская золотодобычная зона (промплощадка «Марджанбулак»):
3.1. рудник «Марджанбулак» по добыче золота;
3.2. марджанбулакская золотоизвлекательная фабрика (МЗИФ);
3.3. жилищно-коммунальный отдел (ЖКО);
3.4. пробирно-аналитическая лаборатория (ПАЛ);
- Зирабулаская геолого-разведочная экспедиция, ЗГРЭ, (бывшая ГРЭ-3 или ГРП-14 в составе «Краснохолмскгеологии СССР»), в составе Научно производственного центра (НПЦ) — подразделение Госпредприятия «Навоийский ордена „Дустлик“ горно-металлургический комбинат».

Зирабулакская ГРЭ находится в Нурабадском районе, в 5 км от города Нурабад в сторону пос. Улус, базируется в обособленном посёлке, где расположены промучастки и управление экспедиции, а также жилая зона из 34 коттеджей, более чем на 140 семей.

## Руководители градостроительного предприятия — ЮРУ
Л. Б. Бешер-Белинский — Начальник рудоуправления «Юг» с 1964—1967 г.г.
В. П. Щепетков — Директор Южного рудоуправления с 1967—1987 г.г.
Н. П. Воробьев — Директор Южного рудоуправления с 1987—1991 г.г.
О. В. Москвитин — Директор Южного рудоуправления с 1991—1997 г.г.
В. Я. Насибулин — Директор Южного рудоуправления с 1997—2002 г.г.
Ю. М. Акопян — Директор Южного рудоуправления с 2002 г. по сентябрь 2008 г.
А. А. Бурксер — Директор Южного рудоуправления с 2008 г. по ноябрь 2009 г.
А. Н. Эзозхонов — Директор Южного рудоуправления с 2009 г. по февраль 2014 г.
Я. И. Шакаров — Директор Южного рудоуправления с 2014 года по 2019
Б. Ш. Атабаев — Директор Южного рудоуправления с 2019 года по настоящее время

## Галерея
- Лозунг Нурабада
- Легендарная 6-ка (шестерка) буровая ГРП-14
- Вид со спутника
- Автовокзал «Нуробод»
- Ветераны рудоуправления, возле ДК «Горняк»
- Управление ЮРУ
- Задний двор больницы
- Центр молодёжи ЮРУ. Бывший ДДУ-2
- Озеро. Вид на город
- Кинотеатр «Самарканд»
- Улица Спитамен. Возле связи и бывшего хлебного магазина
- Национальный банк. Бывший дом быта
- Бульвар культуры. Возле ДК «Горняк»
- Центральная улица. Базар арбузов и дынь
- Центральная улица Мустакиллик (ул.Независимости). Бывшая Ленина